# UFC 108
UFC 108: Evans vs. Silva è stato un evento di arti marziali miste tenuto dalla Ultimate Fighting Championship il 2 gennaio 2010 all'MGM Grand Garden Arena di Las Vegas, Stati Uniti.

## Retroscena
Questo evento venne martoriato dai tanti infortuni capitati ai lottatori che dovevano prendere parte ad esso.
L'evento avrebbe dovuto ospitare la sfida per il titolo dei pesi medi tra Anderson Silva e Vítor Belfort, ma Silva era ancora convalescente da un'operazione al gomito.
La sfida per il titolo dei pesi massimi tra Brock Lesnar e Shane Carwin venne inizialmente spostata in questo evento dall'UFC 106, ma Lesnar non era ancora completamente guarito dagli acciacchi e quindi anche questo incontro per il titolo saltò.
Junior dos Santos avrebbe dovuto affrontare Gabriel Gonzaga, ma quest'ultimo si ammalò e venne sostituito da Gilbert Yvel.
Paul Daley avrebbe dovuto vedersela contro Carlos Condit, ma lo statunitense si infortunò e venne rimpiazzato da Dustin Hazelett.
Jim Miller doveva inizialmente affrontare Tyson Griffin ma quest'ultimo si infortunò, ed inizialmente venne sostituito da Sean Sherk, a sua volta indisponibile e rimpiazzato da Duane Ludwig.
Martin Kampmann avrebbe dovuto affrontare Rory Markham, ma un infortunio al ginocchio allontanò quest'ultimo pochi giorni prima dell'evento e al suo posto combatté Jacob Volkmann.
Tre giorni prima che l'evento avesse inizio venne cancellato l'incontro tra Vladimir Matyushenko e Steve Cantwell.

## Risultati

### Card preliminare
- Incontro categoria Pesi Leggeri:  Rafaello Oliveira contro  John Gunderson

Oliveira sconfisse Gunderson per decisione unanime (30–27, 30–27, 30–27).
- Incontro categoria Pesi Welter:  Mike Pyle contro  Jake Ellenberger

Ellenberger sconfisse Pyle per KO Tecnico (pugni) a 0:22 del secondo round.
- Incontro categoria Pesi Medi:  Mark Muñoz contro  Ryan Jensen

Muñoz sconfisse Jensen per sottomissione (pugni) a 2:30 del primo round.
- Incontro categoria Pesi Leggeri:  Cole Miller contro  Dan Lauzon

Miller sconfisse Lauzon per sottomissione (kimura) a 3:05 del primo round.
- Incontro categoria Pesi Welter:  Martin Kampmann contro  Jacob Volkmann

Kampmann sconfisse Volkmann per sottomissione (strangolamento a ghigliottina) a 4:03 del primo round.

### Card principale
- Incontro categoria Pesi Massimi:  Junior dos Santos contro  Gilbert Yvel

dos Santos sconfisse Yvel per KO Tecnico (pugni) a 2:07 del primo round.
- Incontro categoria Pesi Leggeri:  Jim Miller contro  Duane Ludwig

Miller sconfisse Ludwig per sottomissione (armbar) a 2:31 del primo round.
- Incontro categoria Pesi Leggeri:  Joe Lauzon contro  Sam Stout

Stout sconfisse Lauzon per decisione unanime (30–26, 30–27, 30–27).
- Incontro categoria Catchweight:  Dustin Hazelett contro  Paul Daley

Daley sconfisse Hazelett per KO (pugni) a 2:24 del primo round.
- Incontro categoria Pesi Mediomassimi:  Rashad Evans contro  Thiago Silva

Evans sconfisse Silva per decisione unanime (29–28, 29–28, 29–28).

## Premi
Ai vincitori sono stati assegnati 50.000$ per i seguenti premi:
- Fight of the Night:  Joe Lauzon contro  Sam Stout
- Knockout of the Night:  Paul Daley
- Submission of the Night:  Cole Miller